# Force India VJM08
Der Force India VJM08 ist der Formel-1-Rennwagen von Sahara Force India für die Formel-1-Weltmeisterschaft 2015. Er ist der achte Force-India-Formel-1-Wagen. Die Lackierung des Fahrzeugs wurde am 21. Januar 2015 in Mexiko-Stadt vorgestellt, die Präsentation wurde live im Internet übertragen. Das hier präsentierte Fahrzeug war jedoch nur ein Vorjahresmodell mit veränderter Front nach 2015er Reglement.
Force India gab bekannt, die ersten Testfahrten vor Saisonbeginn auf dem Circuito de Jerez mit dem Fahrzeug nicht zu bestreiten und das Fahrzeug erst Mitte Februar 2015 auf dem Barcelona zu testen, dies wiederholte sich kurz vor Beginn der zweiten Testfahrten. Am 25. Februar 2015 präsentierte Force India das Fahrzeug auf Twitter, erstmals eingesetzt wurde das Fahrzeug bei Testfahrten am 27. Februar 2015.

## Technik und Entwicklung
Der VJM08 war das Nachfolgemodell des VJM07. Wegen der geänderten Regeln für die Saison 2015 modifizierte Force India die Form des Rennwagens speziell an der Fahrzeugnase gegenüber der des Vorgängermodells.
Angetrieben wurde der VJM08 vom Mercedes-Benz PU106B Hybrid, einem 1,6-Liter-V6-Motor mit einem Turbolader. Auch das Energierückgewinnungssystem (ERS) kam von Mercedes. Das Getriebe und die Hydraulik bezog das Team dagegen von McLaren Racing. Für Aerodynamikuntersuchungen nutzte Force India den Windkanal von Toyota Motorsport in Köln. Lieferant der Bremsanlage war AP Racing, die Bremsscheiben aus Kohlenstoff produzierte Carbon Industries. Die Räder wurden von Motegi Racing geschmiedet, die Stoßdämpfer produzierte Koni.
Der VJM08 war eine Weiterentwicklung des Vorjahresmodells. Die Hinterradaufhängung des Fahrzeugs und die hydromechanische Federung wurden neu entwickelt. Hiervon versprach sich Force India bessere Möglichkeiten beim Setup sowie eine Beschleunigung bei Änderungen an der Hinterachsabstimmung. Zur aerodynamischen Weiterentwicklung des Fahrzeugs wurde der Windkanal von Toyota Motorsport in Köln genutzt. Im Gegensatz zum bislang verwendeten Windkanal im britischen Silverstone können in Köln Fahrzeugmodelle mit einer Größe von 60 Prozent getestet werden, in Silverstone war dies lediglich mit 50-Prozent-Modellen möglich. Außerdem wurde die Rechenleistung für Berechnungen der numerischen Strömungsmechanik auf 30 TeraFLOPS ausgebaut.

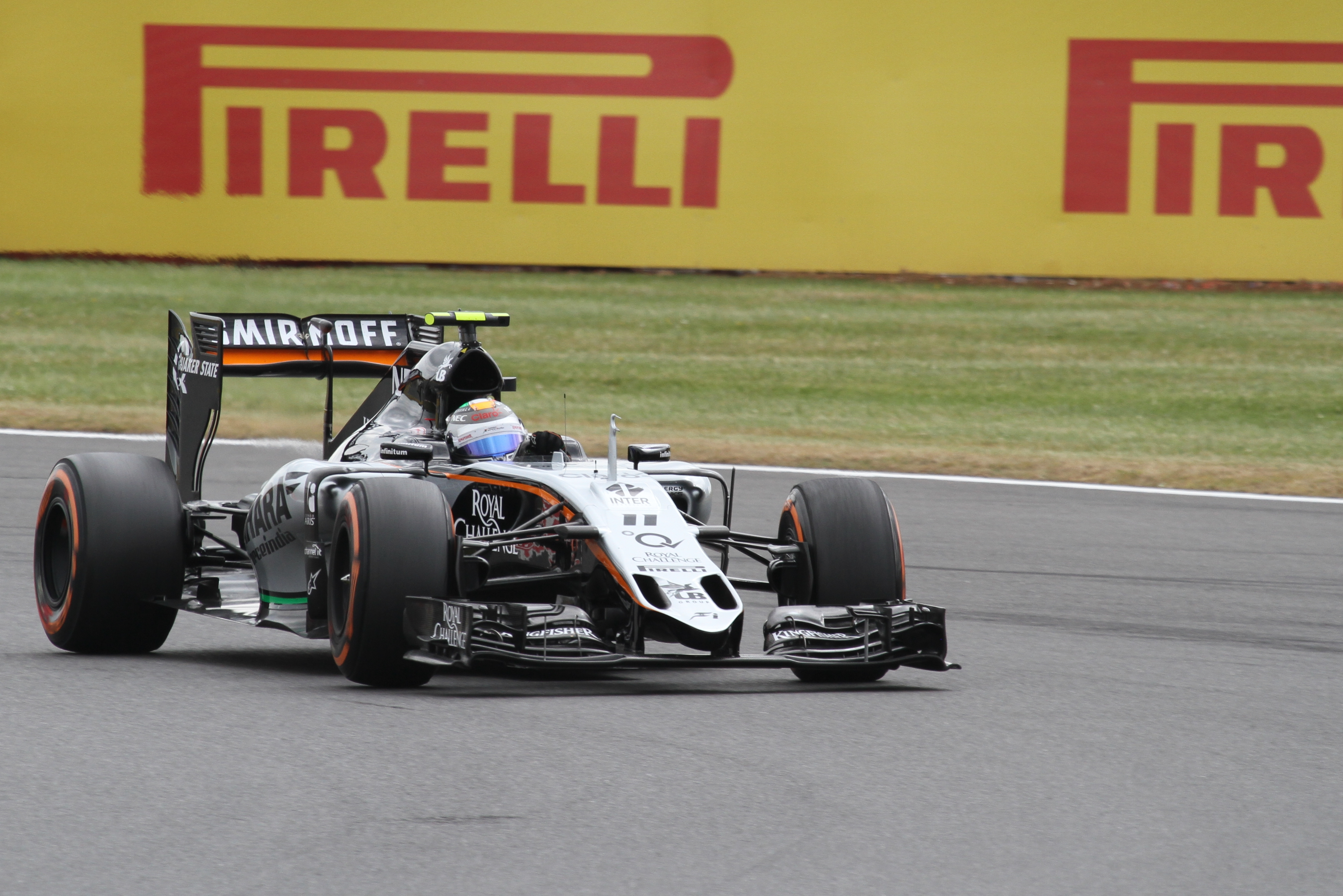
Pérez im überarbeiteten VJM08 beim Großen Preis von Großbritannien

Beim Großen Preis von Großbritannien debütierte eine komplett überarbeitete Version des Fahrzeugs, die zuvor schon bei offiziellen Testfahrten auf dem Red Bull Ring eingesetzt worden war. Auffälligste Neuerung war eine Nase mit zwei Löchern. Diese Öffnungen bildeten unterhalb der Nase einen geschlossenen Kanal und sorgten für einen verbesserten Luftstrom unter das Fahrzeug, ohne dass eine kurze Nase, die beim vorgeschriebenen Crashtest zu Problemen führt, produziert werden muss. Auch der Frontflügel und die vorderen Luftleitbleche wurden neu entwickelt. Die beiden Lufteinlässe zur Kühlung des ERS, die links und rechts des Überrollbügels angebracht waren, entfielen, da die Kühlelemente in den Seitenkästen anstatt über dem Getriebe untergebracht wurden. Hierdurch konnte die Motorenabdeckung schlanker gestaltet werden. Daraus resultierte auch eine andere Aufhängung des Heckflügels, sie verlief nun enger um den nach unten verlegten Auspuff. Auch die Form der Hinterradaufhängung wurde überarbeitet, sie wurde an die hydromechanische Federung angepasst.

## Lackierung und Sponsoring
Der VJM08 war in Schwarz und Silber lackiert, zudem zog sich ein geschwungener oranger Streifen über das Fahrzeug. Der Titelsponsor und Anteilseigner Sahara India Pariwar war als Sponsor auf den Seitenkästen vertreten. Weitere Großsponsoren des Teams waren Kingfisher Airlines sowie die United Breweries Group mit ihrer Spirituosen-Marke Royal Challenge, Unternehmen, die dem Teamchef Vijay Mallya nahestehen. Außerdem waren Claro, ein Markenname in mehreren Staaten Lateinamerikas für Mobilfunknetze von América Móvil, die NEC Corporation und der Spirituosenhersteller Diageo mit seiner Marke Smirnoff auf dem Fahrzeug vertreten.

## Fahrer
Die Fahrer blieben die gleichen wie im Vorjahr. Für Nico Hülkenberg war es somit die dritte und für Sergio Pérez die zweite Saison für Force India.

## Ergebnisse
| Fahrer                          | Nr.                             | 1  | 2  | 3   | 4  | 5  | 6  | 7  | 8 | 9 | 10  | 11  | 12 | 13  | 14 | 15  | 16  | 17 | 18 | 19 | Punkte | Rang |
| ------------------------------- | ------------------------------- | -- | -- | --- | -- | -- | -- | -- | - | - | --- | --- | -- | --- | -- | --- | --- | -- | -- | -- | ------ | ---- |
| Formel-1-Weltmeisterschaft 2015 | Formel-1-Weltmeisterschaft 2015 |    |    |     |    |    |    |    |   |   |     |     |    |     |    |     |     |    |    |    | 136    | 5.   |
| N. Hülkenberg                   | 27                              | 7  | 14 | DNF | 13 | 15 | 11 | 8  | 6 | 7 | DNF | DNS | 7  | DNF | 6  | DNF | DNF | 7  | 6  | 7  | 136    | 5.   |
| S. Pérez                        | 11                              | 10 | 13 | 11  | 8  | 13 | 7  | 11 | 9 | 9 | DNF | 5   | 6  | 7   | 12 | 3   | 5   | 8  | 12 | 5  | 136    | 5.   |

| Legende  | Legende            | Legende                                                          |
| Farbe    | Abkürzung          | Bedeutung                                                        |
| -------- | ------------------ | ---------------------------------------------------------------- |
| Gold     | –                  | Sieg                                                             |
| Silber   | –                  | 2. Platz                                                         |
| Bronze   | –                  | 3. Platz                                                         |
| Grün     | –                  | Platzierung in den Punkten                                       |
| Blau     | –                  | Klassifiziert außerhalb der Punkteränge                          |
| Violett  | DNF                | Rennen nicht beendet (did not finish)                            |
| Violett  | NC                 | nicht klassifiziert (not classified)                             |
| Rot      | DNQ                | nicht qualifiziert (did not qualify)                             |
| Rot      | DNPQ               | in Vorqualifikation gescheitert (did not pre-qualify)            |
| Schwarz  | DSQ                | disqualifiziert (disqualified)                                   |
| Weiß     | DNS                | nicht am Start (did not start)                                   |
| Weiß     | WD                 | zurückgezogen (withdrawn)                                        |
| Hellblau | PO                 | nur am Training teilgenommen (practiced only)                    |
| Hellblau | TD                 | Freitags-Testfahrer (test driver)                                |
| ohne     | DNP                | nicht am Training teilgenommen (did not practice)                |
| ohne     | INJ                | verletzt oder krank (injured)                                    |
| ohne     | EX                 | ausgeschlossen (excluded)                                        |
| ohne     | DNA                | nicht erschienen (did not arrive)                                |
| ohne     | C                  | Rennen abgesagt (cancelled)                                      |
| ohne     | keine WM-Teilnahme |                                                                  |
| sonstige | P/fett             | Pole-Position                                                    |
| sonstige | 1/2/3/4/5/6/7/8    | Punktplatzierung im Sprint-/Qualifikationsrennen                 |
| sonstige | SR/kursiv          | Schnellste Rennrunde                                             |
| sonstige | *                  | nicht im Ziel, aufgrund der zurückgelegten Distanz aber gewertet |
| sonstige | ()                 | Streichresultate                                                 |
| sonstige | unterstrichen      | Führender in der Gesamtwertung                                   |